# Звара, Иво
Иво (Иосифович) Звара (чеш. lvo Zvara) — чешский и советский радиохимик, доктор химических наук, профессор, член-корреспондент Чехословацкой АН (1973), лауреат Ленинской премии (1967).

## Биография
Родился 11 июня 1934 года в селе Велины (ныне — в Пардубицком крае Чехии). В 1958 году окончил Московский государственный университет им. М. В. Ломоносова. С 1958 по 1960 год работал в Институте ядерной физики Чехословацкой Академии наук (Ржеж).
С 1960 г. в Лаборатории ядерных реакций ОИЯИ: начальник отдела, заместитель директора, ведущий научный сотрудник.
Доктор химических наук (1966). Член-корреспондент Чехословацкой Академии наук (1973).
Научные интересы: разработка теоретических основ методики химической идентификации и определения свойств различных элементов периодической таблицы Д. И. Менделеева, радиохимия газообразных соединений, теория и практика термохроматографии и других экспрессных методов разделения элементов.
Под его руководством с помощью нового метода осуществлена химическая идентификация элементов периодической системы — 104-го (курчатовий, 1966) и 105-го (нильсборий, 1970), проведены первые исследования химического характера 102-го (нобелий) и 103-го (лоуренсий) элементов.
Лауреат Ленинской премии (1967) — за синтез и исследование трансурановых элементов.
Жил в Дубне (2012).
Жена — Тамара Семёновна Зварова, кандидат химических наук.
Скончался 27 декабря 2021 года.

## Сочинения
- Звара И, Тарасов Л. К. Изучение взаимодействия газообразных ZrCl4, HfCl4, NbCl5 и TaCl5 с KCl с помощью радиоактивных индикаторов [Текст] — Дубна : [б. и.], 1962. — 11 с. : черт.; 29 см. — (Издания/ Объедин. ин-т ядерных исследований. Лаборатория ядерных реакций; Р-957)
- Зварова Т. С., Звара И. Разделение трансурановых элементов при помощи газовой хроматографии их хлоридов. Р6-4911. [Дубна, 1970]. 9 с. с граф. (Объедин. ин-т ядерных исследований. Лаборатория ядерных реакций). — 21 см. 450 экз.
- Звара, И. Возможности получения 1 2 3 j для радиоизотопной диагностики на ускорителях электронов / И. Звара. — Дубна : ОИЯИ, 1982. — 7 с. : схем.; 21 см. — (Сообщ. Объед. ин-та ядер. исслед. 18-82-20)
- Хюбенер З., Звара И. Характеристика свойств металлического состояния менделевия и других актиноидов с помощью термохроматографии — Дубна : ОИЯИ, 1982. — 10 с. : черт.; 20 см. — (Препринт. / Объед. ин-т ядер. исслед. Е12-82-103)
- Звара, И. Моделирование процесса термохроматографии методом Монте-Карло — Дубна : ОИЯИ, 1983. — 16 с. : ил.; 21 см. — (Сообщ. Объед. ин-та ядер. исслед. Р12-83-330)
- Доманов В. П., Звара И.Непрерывное термохроматографическое выделение радиоизотопов платиновых элементов в потоке воздуха из продуктов ядерных реакций на пучке ускорителя тяжелых ионов — Дубна: ОИЯИ, 1983. — 14 с. : ил.; 21 см. — (Препринт. / Объед. ин-т ядер. исслед. Р6-83-245)
- Ким У Зин, И. Звара. Расчёты температуры осаждения в термохроматографии — Дубна : ОИЯИ, 1986. — 8 с. : ил.; 22 см. — (Сообщ. Объед. ин-та ядер. исслед.; Р6-86-228)